# Iglesia (Abegondo)
Iglesia (llamada oficialmente A Igrexa) es una aldea española situada en la parroquia de Folgoso, del municipio de Abegondo, en la provincia de La Coruña, Galicia.

## Demografía
| Gráfica de evolución demográfica de Iglesia entre 1999 y 2021 |
|                                                               |
| Datos según el nomenclátor publicado por el INE.              |